# 波浪能

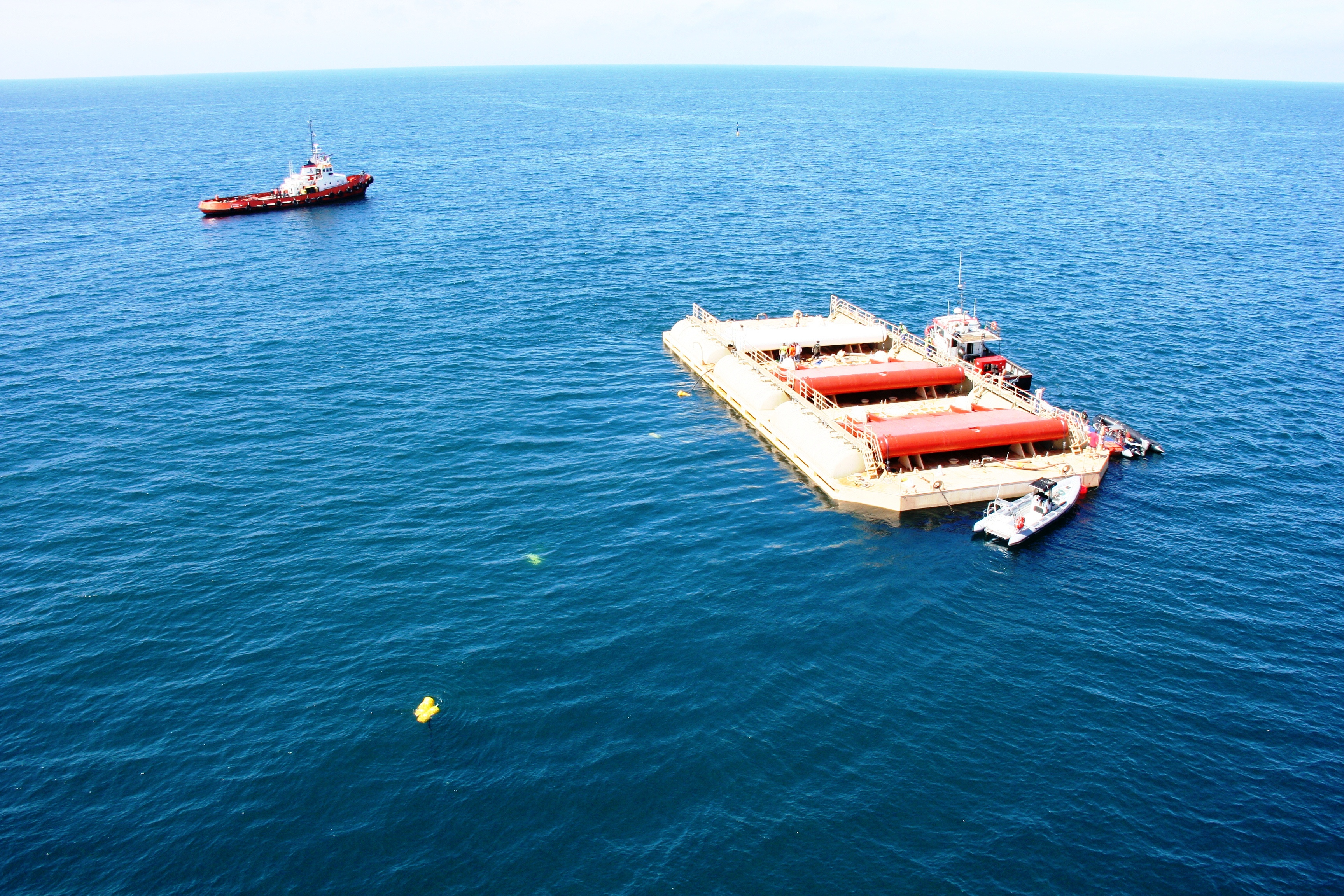
WaveRoller farm installation in Peniche, Portugal. August 2012

波浪能（英語：Wave Energy）是透過捕捉海洋波浪運動能量並轉化為有用功（如發電、海水淡化或抽水）的可再生能源技術，其能量轉換裝置稱為波浪能轉換器（Wave Energy Converter, WEC）。  
波浪主要由海面風力作用形成，其次受潮汐力、溫差等因素影響。當波浪傳播速度低於風速時，風能會持續透過氣壓差與表面摩擦轉移為波浪的剪應力，促使波高增長。與潮汐能不同，波浪能主要源自太陽輻射驅動的氣象活動，但兩者在技術應用上存在交叉性。其他如波浪破碎、科里奧利力、溫鹽差異等亦會影響海洋能量分佈。  
波浪能具有高能量密度特性：近水面處的時均能量通量可達海面上20公尺處風能的5倍，以及太陽能流的10至30倍。早於1890年已有相關實驗記錄，但直至2000年，全球首座商業化波浪能裝置「艾萊島LIMPET」才於蘇格蘭艾萊島併入英國國家電網；2008年葡萄牙啟用首座多機組試驗場「阿古薩多拉波浪能發電場」，惟兩者均已停止運作。  
現行波浪能轉換器主要分為三類技術路線：  
- 振盪水柱（配空氣渦輪機）
- 浮體擺動式（配液壓馬達或直線發電機）
- 越浪式（配低水頭水輪機）

截至2023年，波浪能仍處於商業化初期階段，面臨離岸風電等技術競爭，但歐盟、美國等持續投入研發以推動技術突破。

## 波浪能發電
2008年第一個試驗波浪能發電農場阿古薩多拉波浪能發電農場在葡萄牙開設，雖然自從1890年已有人嘗試使用波浪能，但商業上它目前仍未被廣泛採用。波浪能發電與潮汐能發電和海洋環流發電是不同的，波浪能發電的主要競爭對手是海上的离岸風力發電。2010 年代，许多国家的公共机构继续加大了对波浪能研究和开发的资助力度。 这包括欧盟、美国和英国，其年度拨款通常在 5-5000 万美元范围内。加上私人资金，这导致了大量正在进行的波浪能项目（参见波浪能项目列表）。

## 参看
- 海水溫差發電法(英語：Ocean Thermal Energy Conversion,縮寫：OTEC)
- 世界能源资源和消费（英文版）

## 外部連結
- "Ocean waves – our new electricity supplier" （Uppsala university 2010）（英文）
- Kate Galbraith. . New York Times. September 22, 2008  [2008-10-09]. （原始内容存档于2021-03-08）.（英文）
- "Wave Power: The Coming Wave" from the Economist, June 5, 2008（英文）
- "The untimely death of Salter's Duck"（英文）
- "Ocean Power Fights Current Thinking" （页面存档备份，存于）（英文）
- "Wave energy in New Zealand" （页面存档备份，存于）（英文）
- Wave technologies: types of devices （页面存档备份，存于）（LORC Knowledge 2011）（英文）
- "How it works: Wave power station" （页面存档备份，存于）（英文）